# Сипало Іван Миронович
Іван Миронович Сипало (нар. 14 червня 1922 — пом. 10 листопада 2002) — радянський військовик часів Другої світової війни, командир роти 12-го гвардійського стрілецького полку 5-ї гвардійської стрілецької дивізії (11-а гвардійська армія), гвардії старший лейтенант. Герой Радянського Союзу (1945).

## Життєпис
Народився 14 червня 1922 року в селі Зачепилівці, зараз – селище міського типу, районний центр Харківської області, в селянській родині. Батько, Мирон Захарович, та мати, Ганна Трохимівна, були звичайними хліборобами, з 1930 р. — працювали у колгоспі «Червоний партизан». 1930 —1941 рр. — здобував освіту у Зачепилівській середній школі, після закінчення якої став членом ВЛКСМ. Українець. Працював приймальником на Харківському танковому заводі.
Іван Сипало майже три місяці провів у запасному полку у місті Моршанську на Тамбовщині, де формувалася перед відправкою на фронт 48-а армія Брянського фронту.
До лав РСЧА призваний у січні 1942 року. Після проходження відповідної підготовки, отримав призначення командиром відділення запасного стрілецького полку. Солдат Сипало, швидко опанувавши військову справу, одержав звання сержанта. Навесні 1942 року пішов на курси молодших лейтенантів, які успішно закінчив восени.
Рота старшого лейтенанта Сипала за підтримки танкістів та партизанів одне за одним визволяла білоруські містечка — Богушевськ, Холопеничі, Крупки.
Особливо відзначився під час бойових дій у Прибалтиці. 14 липня 1944 року гвардії старший лейтенант І. М. Сипало у числі перших форсував річку Німан поблизу селища Меркіна Варенського району Литви. Рота гвардійців під його командуванням захопила і утримувала плацдарм до підходу основних сил, відбивши численні контратаки супротивника.
Воював на Західному, Брянському, Прибалтійському, 2-му та 1-му Прибалтійських і 3-му Білоруському фронтах. Член ВКП(б) з 1944 року. Чотири рази був поранений.
Після закінчення війни, Іван Миронович залишився в армії. З весни 1945 року обіймає посаду заступника командира роти навчального офіцерського полку у підмосковному місті Зарайськ.
Восени 1945 р. І. М. Сипало одружився із Н. Т. Валєтовою, уродженкою Зарайська. 1946 р. у родині народилася донька Валя, а у вересні того ж року Іван Миронович демобілізувався з армії. Родина переїжджає до батьків у Зачепилівку, де Іван Миронович очолює культурно-просвітницький відділ Зачепилівського райвиконкому. Під його керівництвом у 1946-1947 роках здійснювався подальший розвиток районної бібліотеки та створені умови для відкриття дитячого відділу, почали відкриватися сільські бібліотеки та клуби.
1947-1948 рр. — Іван Миронович пройшов курс обласної партійної школи у м. Харкові, куди переїхав з родиною.
1949-1950-ті роки — пропагандист Харківського районного комітету Компартії України.
З 1950 р. — депутат Харківської міської ради. До 1956 р. — інструктор відділу пропаганди та агітації Харківського обкому.
1949-1952 рр. — Іван Миронович навчається та з відзнакою екстерном закінчує історичний факультет Харківського педагогічного інституту імені Г.Сковороди.
1956–1966 рр. — завідувач відділу культурно-просвітницьких закладів управління культури та заступник начальника управління культури виконкому Харківської обласної ради депутатів.
За сприяння Івана Мироновича у 1962 р. було надано перший поверх присадибного будинку кінця XVIII ст. для розміщення експозиції Пархомівського історико-художнього музею.
1966–1973 рр. — Іван Миронович Сипало — директор Харківської обласної бібліотеки для дітей (ХОБД). Перебуваючи на цій посаді, Сипало І. М. значно удосконалив роботу закладу. Було зроблено капітальний ремонт приміщення, добудовано центральне книгосховище, встановлено нову структуру книгозбірні, проведено реорганізацію штату бібліотеки. Для читачів-дітей уперше на Харківщині відкрили вільний доступ до фондів, реорганізовано систему каталогів за віковим принципом, створено довідково-бібліографічний апарат. Відкривалися пункти видачі книг, проводилася культурно-масова робота у Центральному парку культури та відпочинку ім. М.Горького, щомісяця відбувалися засідання кінолекторію у кінотеатрі «Піонер». Систематично проводилися Дні відкритих дверей для батьків, діяв літературний гурток «Любителів української мови». Було організовано обласний обмінно-резервний фонд. Здійснено передумови до переїзду бібліотеки в іншу будівлю.
У 1973 р. Івана Мироновича Сипала, заслуженого працівника культури Української РСР, призначено на посаду директора Книжкової палати УРСР яку очолював майже шість років. За цей час у Книжковій палаті відбулося чимало структурних змін: їй присвоєно ім'я першодрукаря Івана Федорова, зроблено проект нової будівлі із відповідним обладнанням для кондиціонування повітря, підтримання постійної температури й вологості, автоматизованої подачі книжкової продукції.
Останні два десятиліття свого життя Іван Миронович виховував онуку, брав участь у військово-патріотичній роботі з учнями освітніх закладів Харківщини, зустрічався з фронтовими друзями.
Помер 10 листопада 2002 року. Був похований на Алеї героїв Харківського міського кладовища № 2
Дочка Івана Мироновича — Валентина Іванівна викладає англійську та німецьку мови у Балтійській міжнародній академії (БМА, м. Рига, Латвія). Її чоловік, зять І. М. Сипала, Станіслав Анатолійович Бука. голова Сенату БМА, найбільшого приватного вищого навчального закладу в Балтії. Їхня дочка та онука І. М. Сипала, Інта Станіславівна Бука, — керівник центру освітніх програм Балтійської міжнародної академії (БМА), докторант Вищої школи управління Handlova (Польща), керівник приймальної комісії БМА.
15 липня 2013 року колектив Харківської обласної бібліотеки для дітей направив подання до Харківської обласної ради щодо перейменування її у Комунальний заклад «Харківська обласна бібліотека для дітей ім. І. М. Сипала». Облрада розпочала громадські обговорення.
Відповідно до Розпорядження від 01.07.2013 № 68 Про встановлення меморіальних дощок Харківського міського голови у серпні 2013 р. відкрито пам'ятну дошку на честь І. М. Сипала (м. Харків, вул. Бакуліна, 3 б).

## Нагороди
За бій, що розпочала Червона Армія 23 червня 1944 року в межах стратегічної операції з визволення Білорусії, що ввійшла в історію під кодовою назвою «Багратіон» Іван Миронович Сипало отримав свою першу нагороду — Орден Червоної Зірки.
1 липня 1944 р. комроти І.Сипало зі своїми підлеглими повністю звільнив від окупантів місто Борисів, за що був нагороджений Орденом Бойового Червоного Прапора.
Указом Президії Верховної Ради СРСР від 24 березня 1945 року «За зразкове виконання бойових завдань командування на фронті боротьби з німецькими загарбниками та виявлені при цьому відвагу і героїзм», гвардії старшому лейтенантові Сипалу Івану Мироновичу присвоєне звання Героя Радянського Союзу з врученням ордена Леніна і медалі «Золота Зірка» (№ 8071).
У 1962 р. за вагомий внесок у розвиток української радянської культури отримав Подяку Міністра культури Радянського Союзу.
У 1972 р. за сумлінну працю з розвитку бібліотечної справи Івана Мироновича нагородили іменним годинником від Міністерства культури УРСР.
У 1973 році — отримав почесне звання Відмінника культури Радянського Союзу
Також нагороджений українським орденом Богдана Хмельницького 3-го ступеня (14.10.1999) і медалями.

### Рекомендована література
- Архів ХОБД. — Звіти про роботу Харківської обласної бібліотеки для дітей за 1965—1973 рр.
- В ім'я Перемоги // Перемога. — 1977. — № 103.
- Великий тлумачний словник сучасної української мови / Уклад. і голов. ред. В. Т. Бусел. –К., Ірпінь: ВТФ «Перун», 2004. — 1440 с.
- Герои Советского Союза: Краткий биографический словарь / пред. ред. коллегии И.Шкадов. — М.: Воениздат, 1988. — Т. 2 / Любов — Ящук /. — 863 с.(рос.)
- Документи Харківського обласного державного архіву: П-2, оп. 176, д. 83. Особиста справа Івана Мироновича Сипала.
- Душенчук Н. Науково-дослідна робота дитячих бібліотек України (1960—1975 рр.) / Н.Душенчук. С.Чачко; Нац. б-ка України для дітей. — К., 2004. — 71 с.
- История городов и сел Украинской ССР. Харьковская область. — К., 1976. — С. 345.(рос.)
- Ляхова Н. Через три дні після випускного // Перемога. — 1999. — 23 червня.
- Масленко Л. Іменне поле І. М. Сипала // Перемога. — 1988. — 9 травня.
- Навечно в сердце народном. 3-е изд., доп. и испр. — Минск, 1984. — С. 608.(рос.)
- О присвоении звания Героя Советского Союза офицерскому, сержантскому и рядовому составу Красной Армии: Указы Президиума Верховного Совета СССР // Ведомости Верховного Совета СССР. — 1945. — № 17 (344). — 5 апреля.(рос.)
- Операция «Багратион». Освобождение Белоруссии: сб. документов — М.: ОЛМА-ПРЕСС, 2004. — 528 с.(рос.)
- Погребняк Г. Організаційно-методична діяльність бібліотек України для дітей (1946—1976 рр.) / наук. ред. В.Бабич; Нац. б-ка України для дітей. — К., 2005. — 64 с.
- Подвиги в ім'я Вітчизни.– Х.: Прапор,1971.– С.402-404.
- Подвиги во имя Отчизны: документальные очерки о Героях Советского Союза — уроженцах Харькова и Харьковскойо бласти. — 2-е изд., перераб. и доп. — Х.: Прапор. — 1985. — С. 562—564: ил.16.(рос.)
- Подвиги во имя Отчизны: очерки о Героях Советского Союза — харьковчанах / под ред. О.Стеч. — Х.: Прапор, 1974. — С. 506—508.(рос.)
- Сенченко М. Книжкова палата України. Історія і сьогодення / М.Сенченко. — К.: Кн. палата України, 2004. — С. 29: іл.
- Сипало І. Дорогами перемог // Перемога. — 1985. — 19 березня.
- Сипало І. Так громили ворога гвардійці // Перемога. — 1975.– № 55.
- Сквозь огненные вихри: боевой путь 11-й гвард. армии в Великой Отечественной войне,1941-1945 гг./ М.Григоренко [и др.]. — М.: Воениздат, 1987. — 283 с.: схемы + 8 л. вкл: — Прил.: Список Героев Советского Союза 11-й гвардейской армии — С. 278—284.; Список полных кавалеров Ордена Славы 11-й гвардейской армии — С. 285.(рос.)
- Подвигом уславлений. До 90-річчя з дня народження Героя Радянського Союзу І. М. Сипала: Біографічний нарис: — Харків: Ексклюзив,2012– 44 с. Харківська обласна бібліотека для дітей. Подвигом уславленний До 90-річчя з дня народження Героя Радянського Союзу І. М. Сипала. Біографічний нарис
- «Рота форсирует Неман»: Сыпало Иван Миронович // Подвиги во имя Отчизны: документальные очерки о Героях Советского Союза — уроженцах Харькова и Харьковской области. /[А. К. Апальков, Ф. В. Атакин, К. П. Багрянова и др.; Сост. В. Т. Милюха; Предисл. В. П. Мысниченко]. — 2-е изд., перераб. и доп. — Харьков.: Прапор. 1985. — С. 562—564, ил.(рос.)
- Сипало Іван Миронович // Книга Пам'яті України. Харківська область. Переможці. — Харків, 2008. — Т. 1. — С. 167.
- Сыпало Иван Миронович // Герои Советского Союза: крат. биогр. словарь. — Москва, 1988. — Т. 2. — С. 551 : фот.(рос.)
- Сыпало Иван Миронович // Герои Харьковщины / А. П. Дикань. — Харьков, 1998. — С. 160—161 : фот. (рос.)
- Холод В. Гвардієць // Культура і життя. — 1970. — 7 травня.
- Холод В. Гвардійська стійкість // Вечірній Харків. — 1970. — 11 квітня.